# Lijst van administratieve eenheden in Thanh Hóa
Deze lijst bevat een overzicht van administratieve eenheden in Thanh Hóa (Vietnam).
De provincie Thanh Hóa ligt in het noorden van Vietnam. In het oosten ligt de Golf van Tonkin en in het westen grenst het aan Laos. De oppervlakte van de provincie bedraagt 3546,6 km² en Thanh Hóa telt ruim 1.137.700 inwoners. Thanh Hóa is onderverdeeld in een stad, twee thị xã's en vierentwintig huyện.

## Stad

### Thành phốThanh Hóa
- Phường Ba Đình
- Phường Điện Biên
- Phường Đông Sơn
- Phường Đông Thọ
- Phường Đông Vệ
- Phường Hàm Rồng
- Phường Lam Sơn
- Phường Nam Ngạn
- Phường Ngọc Trạo
- Phường Phú Sơn
- Phường Tân Sơn
- Phường Trường Thi
- Xã Đông Cương
- Xã Đông Hải
- Xã Đông Hương
- Xã Quảng Hưng
- Xã Quảng Thắng
- Xã Quảng Thành

## Thị xã

### Thị xã Bỉm Sơn
- Phường Ba Đình
- Phường Bắc Sơn
- Phường Đông Sơn
- Phường Lam Sơn
- Phường Ngọc Trạo
- Phường Phú Sơn (Bỉm Sơn, Thanh Hóa)
- Xã Hà Lan
- Xã Quang Trung

### Thị xã Sầm Sơn
- Phường Bắc Sơn
- Phường Quảng Tiến
- Phường Trung Sơn
- Phường Trường Sơn
- Xã Quảng Cư

## Huyện

### Huyện Bá Thước
- Thị trấn Cành Nàng
- Xã Ban Công
- Xã Cổ Lũng
- Xã Điền Hạ
- Xã Điền Lư
- Xã Điền Quang
- Xã Điền Thượng
- Xã Điền Trung
- Xã Hạ Trung
- Xã Kỳ Tân
- Xã Lâm Xa
- Xã Lũng Cao
- Xã Lũng Niêm
- Xã Lương Ngoại
- Xã Lương Nội
- Xã Lương Trung
- Xã Tân Lập
- Xã Thành Lâm
- Xã Thành Sơn (Bá Thước, Thanh Hóa)
- Xã Thiết Kế
- Xã Thiết ống
- Xã Văn Nho
- Xã ái Thượng

### Huyện Cẩm Thủy
- Thị trấn Cẩm Thủy
- Xã Cẩm Bình
- Xã Cẩm Châu
- Xã Cẩm Giang
- Xã Cẩm Liên
- Xã Cẩm Long
- Xã Cẩm Lương
- Xã Cẩm Ngọc
- Xã Cẩm Phong
- Xã Cẩm Phú
- Xã Cẩm Quý
- Xã Cẩm Sơn
- Xã Cẩm Tâm
- Xã Cẩm Tân
- Xã Cẩm Thạch
- Xã Cẩm Thành
- Xã Cẩm Tú
- Xã Cẩm Vân
- Xã Cẩm Yên
- Xã Phúc Do

### Huyện Đông Sơn
- Thị trấn Nhồi
- Thị trấn Rừng Thông
- Xã Đông Anh
- Xã Đông Hòa
- Xã Đông Hoàng
- Xã Đông Hưng (Thanh Hóa)
- Xã Đông Khê
- Xã Đông Lĩnh
- Xã Đông Minh
- Xã Đông Nam
- Xã Đông Ninh
- Xã Đông Phú
- Xã Đông Quang
- Xã Đông Tân
- Xã Đông Thanh
- Xã Đông Thịnh
- Xã Đông Tiến
- Xã Đông Văn
- Xã Đông Vinh
- Xã Đông Xuân
- Xã Đông Yên

### Huyện Hà Trung
- Thị trấn Hà Trung
- Xã Hà Bắc
- Xã Hà Bình
- Xã Hà Châu
- Xã Hà Đông
- Xã Hà Dương
- Xã Hà Giang
- Xã Hà Hải
- Xã Hà Lai
- Xã Hà Lâm
- Xã Hà Lĩnh
- Xã Hà Long
- Xã Hà Ngọc
- Xã Hà Ninh
- Xã Hà Phong
- Xã Hà Phú
- Xã Hà Sơn
- Xã Hà Tân
- Xã Hà Thái
- Xã Hà Thanh
- Xã Hà Tiến
- Xã Hà Toại
- Xã Hà Vân
- Xã Hà Vinh
- Xã Hà Yên

### HuyệnHậu Lộc
- Thị trấn Hậu Lộc
- Xã Cầu Lộc
- Xã Châu Lộc
- Xã Đa Lộc
- Xã Đại Lộc
- Xã Đồng Lộc
- Xã Hải Lộc
- Xã Hòa Lộc
- Xã Hoa Lộc
- Xã Hưng Lộc
- Xã Liên Lộc
- Xã Lộc Sơn
- Xã Lộc Tân
- Xã Minh Lộc
- Xã Mỹ Lộc
- Xã Ngư Lộc
- Xã Phong Lộc
- Xã Phú Lộc
- Xã Quang Lộc
- Xã Thành Lộc
- Xã Thịnh Lộc
- Xã Thuần Lộc
- Xã Tiến Lộc
- Xã Triệu Lộc
- Xã Tuy Lộc
- Xã Văn Lộc
- Xã Xuân Lộc

### Huyện Hoằng Hóa
- Thị trấn Bút Sơn
- Thị trấn Tào Xuyên
- Xã Hoằng Anh
- Xã Hoằng Cát
- Xã Hoằng Châu
- Xã Hoằng Đại
- Xã Hoằng Đạo
- Xã Hoằng Đạt
- Xã Hoằng Đồng
- Xã Hoằng Đông
- Xã Hoằng Đức
- Xã Hoằng Giang
- Xã Hoằng Hà
- Xã Hoằng Hải
- Xã Hoằng Hợp
- Xã Hoằng Khánh
- Xã Hoằng Khê
- Xã Hoằng Kim
- Xã Hoằng Lộc
- Xã Hoằng Long
- Xã Hoằng Lương
- Xã Hoằng Lưu
- Xã Hoằng Lý
- Xã Hoằng Minh
- Xã Hoằng Ngọc
- Xã Hoằng Phong
- Xã Hoằng Phụ
- Xã Hoằng Phú
- Xã Hoằng Phúc
- Xã Hoằng Phượng
- Xã Hoằng Quang
- Xã Hoằng Quý
- Xã Hoằng Quỳ
- Xã Hoằng Sơn
- Xã Hoằng Tân
- Xã Hoằng Thái
- Xã Hoằng Thắng
- Xã Hoằng Thanh
- Xã Hoằng Thành
- Xã Hoằng Thịnh
- Xã Hoằng Tiến
- Xã Hoằng Trạch
- Xã Hoằng Trinh
- Xã Hoằng Trung
- Xã Hoằng Trường
- Xã Hoằng Vinh
- Xã Hoằng Xuân
- Xã Hoằng Xuyên
- Xã Hoằng Yến

### Huyện Lang Chánh
- Thị trấn Lang Chánh
- Xã Đồng Lương
- Xã Giao An
- Xã Giao Thiện
- Xã Lâm Phú
- Xã Quang Hiến
- Xã Tam Văn
- Xã Tân Phúc
- Xã Trí Nang
- Xã Yên Khương
- Xã Yên Thắng

### Huyện Mường Lát
- Thị trấn Mường Lát
- Xã Mường Chanh
- Xã Mường Lý
- Xã Nhi Sơn
- Xã Pù Nhi
- Xã Quang Chiểu
- Xã Tam Chung
- Xã Tén Tằn
- Xã Trung Lý

### Huyện Nga Sơn
- Thị trấn Nga Sơn
- Xã Ba Đình
- Xã Nga An
- Xã Nga Bạch
- Xã Nga Điền
- Xã Nga Giáp
- Xã Nga Hải
- Xã Nga Hưng
- Xã Nga Liên
- Xã Nga Lĩnh
- Xã Nga Mỹ
- Xã Nga Nhân
- Xã Nga Phú
- Xã Nga Tân
- Xã Nga Thạch
- Xã Nga Thái
- Xã Nga Thắng
- Xã Nga Thành
- Xã Nga Thanh
- Xã Nga Thiện
- Xã Nga Thủy
- Xã Nga Tiến
- Xã Nga Trung
- Xã Nga Trường
- Xã Nga Văn
- Xã Nga Vịnh
- Xã Nga Yên

### Huyện Ngọc Lặc
- Thị trấn Ngọc Lặc
- Xã Cao Ngọc
- Xã Cao Thịnh
- Xã Đồng Thịnh
- Xã Kiên Thọ
- Xã Lam Sơn
- Xã Lộc Thịnh
- Xã Minh Sơn
- Xã Minh Tiến
- Xã Mỹ Tân
- Xã Ngọc Khê
- Xã Ngọc Liên
- Xã Ngọc Sơn
- Xã Ngọc Trung
- Xã Nguyệt ấn
- Xã Phúc Thịnh
- Xã Phùng Giáo
- Xã Phùng Minh
- Xã Quang Trung
- Xã Thạch Lập
- Xã Thúy Sơn
- Xã Vân Âm

### Huyện Như Thanh
- Thị trấn Bến Sung
- Xã Cán Khê
- Xã Hải Long
- Xã Hải Vân
- Xã Mậu Lâm
- Xã Phú Nhuận
- Xã Phúc Đường
- Xã Phượng Nghi
- Xã Thanh Kỳ
- Xã Thanh Tân
- Xã Xuân Du
- Xã Xuân Khang
- Xã Xuân Phúc
- Xã Xuân Thái
- Xã Xuân Thọ
- Xã Yên Lạc
- Xã Yên Thọ

### Huyện Như Xuân
- Thị trấn Yên Cát
- Xã Bãi Trành
- Xã Bình Lương
- Xã Cát Tân
- Xã Cát Vân
- Xã Hóa Quỳ
- Xã Tân Bình
- Xã Thanh Hòa
- Xã Thanh Lâm
- Xã Thanh Phong
- Xã Thanh Quân
- Xã Thanh Sơn
- Xã Thanh Xuân
- Xã Thượng Ninh
- Xã Xuân Bình
- Xã Xuân Hòa
- Xã Xuân Quỳ
- Xã Yên Lễ

### Huyện Nông Cống
- Thị trấn Nông Cống
- Xã Công Bình
- Xã Công Chính
- Xã Công Liêm
- Xã Hoàng Giang
- Xã Hoàng Sơn
- Xã Minh Khôi
- Xã Minh Nghĩa
- Xã Minh Thọ
- Xã Tân Khang
- Xã Tân Phúc
- Xã Tân Thọ
- Xã Tế Lợi
- Xã Tế Nông
- Xã Tế Tân
- Xã Tế Thắng
- Xã Thăng Bình
- Xã Thăng Long
- Xã Thăng Thọ
- Xã Trung Chính
- Xã Trung Thành
- Xã Trung ý
- Xã Trường Giang
- Xã Trường Minh
- Xã Trường Sơn
- Xã Trường Trung
- Xã Tượng Lĩnh
- Xã Tượng Sơn
- Xã Tượng Văn
- Xã Vạn Hòa
- Xã Vạn Thắng
- Xã Vạn Thiện
- Xã Yên Mỹ

### Huyện Quan Hóa
- Thị trấn Quan Hóa
- Xã Hiền Chung
- Xã Hiền Kiệt
- Xã Hồi Xuân
- Xã Nam Động
- Xã Nam Tiến
- Xã Nam Xuân
- Xã Phú Lệ
- Xã Phú Nghiêm
- Xã Phú Sơn (Quan Hóa, Thanh Hóa)
- Xã Phú Thanh
- Xã Phú Xuân
- Xã Thành Sơn (Quan Hóa, Thanh Hóa)
- Xã Thanh Xuân
- Xã Thiên Phủ
- Xã Trung Sơn
- Xã Trung Thành
- Xã Xuân Phú

### Huyện Quan Sơn
- Thị trấn Quan Sơn
- Xã Mường Mìn
- Xã Na Mèo
- Xã Sơn Điện
- Xã Sơn Hà
- Xã Sơn Lư
- Xã Sơn Thủy
- Xã Tam Lư
- Xã Tam Thanh
- Xã Trung Hạ
- Xã Trung Thượng
- Xã Trung Tiến
- Xã Trung Xuân

### Huyện Quảng Xương
- Thị trấn Quảng Xương
- Xã Quảng Bình
- Xã Quảng Cát
- Xã Quảng Châu
- Xã Quảng Chính
- Xã Quảng Đại
- Xã Quảng Định
- Xã Quảng Đông
- Xã Quảng Đức
- Xã Quảng Giao
- Xã Quảng Hải
- Xã Quảng Hòa
- Xã Quảng Hợp
- Xã Quảng Hùng
- Xã Quảng Khê
- Xã Quảng Lĩnh
- Xã Quảng Lộc
- Xã Quảng Lợi
- Xã Quảng Long
- Xã Quảng Lưu
- Xã Quảng Minh
- Xã Quảng Ngọc
- Xã Quảng Nham
- Xã Quảng Nhân
- Xã Quảng Ninh
- Xã Quảng Phong
- Xã Quảng Phú
- Xã Quảng Phúc
- Xã Quảng Tâm
- Xã Quảng Tân
- Xã Quảng Thạch
- Xã Quảng Thái
- Xã Quảng Thịnh
- Xã Quảng Thọ
- Xã Quảng Trạch
- Xã Quảng Trung
- Xã Quảng Trường
- Xã Quảng Văn
- Xã Quảng Vinh
- Xã Quảng Vọng
- Xã Quảng Yên

### Huyện Thạch Thành
- Thị trấn Kim Tân
- Thị trấn Vân Du
- Xã Ngọc Trạo
- Xã Thạch Bình
- Xã Thạch Cẩm
- Xã Thạch Định
- Xã Thạch Đồng
- Xã Thạch Lâm
- Xã Thạch Long
- Xã Thạch Quảng
- Xã Thạch Sơn
- Xã Thạch Tân
- Xã Thạch Tượng
- Xã Thành An
- Xã Thành Công
- Xã Thành Hưng
- Xã Thành Kim
- Xã Thành Long
- Xã Thành Minh
- Xã Thành Mỹ
- Xã Thành Tâm
- Xã Thành Tân
- Xã Thành Thọ
- Xã Thành Tiến
- Xã Thành Trực
- Xã Thành Vân
- Xã Thành Vinh
- Xã Thành Yên

### Huyện Thiệu Hóa
- Thị trấn Vạn Hà
- Xã Thiệu Châu
- Xã Thiệu Chính
- Xã Thiệu Công
- Xã Thiệu Đô
- Xã Thiệu Dương
- Xã Thiệu Duy
- Xã Thiệu Giang
- Xã Thiệu Giao
- Xã Thiệu Hòa
- Xã Thiệu Hợp
- Xã Thiệu Khánh
- Xã Thiệu Long
- Xã Thiệu Lý
- Xã Thiệu Minh
- Xã Thiệu Ngọc
- Xã Thiệu Nguyên
- Xã Thiệu Phú
- Xã Thiệu Phúc
- Xã Thiệu Quang
- Xã Thiệu Tâm
- Xã Thiệu Tân
- Xã Thiệu Thành
- Xã Thiệu Thịnh
- Xã Thiệu Tiến
- Xã Thiệu Toán
- Xã Thiệu Trung
- Xã Thiệu Vân
- Xã Thiệu Vận
- Xã Thiệu Viên
- Xã Thiệu Vũ

### Huyện Thọ Xuân
- Thị trấn Lam Sơn
- Thị trấn Sao Vàng
- Thị trấn Thọ Xuân
- Xã Bắc Lương
- Xã Hạnh Phúc
- Xã Nam Giang
- Xã Phú Yên
- Xã Quảng Phú
- Xã Tây Hồ
- Xã Thọ Diên
- Xã Thọ Hải
- Xã Thọ Lâm
- Xã Thọ Lập
- Xã Thọ Lộc
- Xã Thọ Minh
- Xã Thọ Nguyên
- Xã Thọ Thắng
- Xã Thọ Trường
- Xã Thọ Xương
- Xã Xuân Bái
- Xã Xuân Châu
- Xã Xuân Giang
- Xã Xuân Hòa
- Xã Xuân Hưng
- Xã Xuân Khánh
- Xã Xuân Lai
- Xã Xuân Lam
- Xã Xuân Lập
- Xã Xuân Minh
- Xã Xuân Phong
- Xã Xuân Phú
- Xã Xuân Quang
- Xã Xuân Sơn
- Xã Xuân Tân
- Xã Xuân Thắng
- Xã Xuân Thành
- Xã Xuân Thiên
- Xã Xuân Tín
- Xã Xuân Trường
- Xã Xuân Vinh
- Xã Xuân Yên

### HuyệnThường Xuân
- Thị trấn Thường Xuân
- Xã Bát Mọt
- Xã Luận Khê
- Xã Luận Thành
- Xã Lương Sơn
- Xã Ngọc Phụng
- Xã Tân Thành
- Xã Thọ Thanh
- Xã Vạn Xuân
- Xã Xuân Cẩm
- Xã Xuân Cao
- Xã Xuân Chinh
- Xã Xuân Dương
- Xã Xuân Lẹ
- Xã Xuân Lộc
- Xã Xuân Thắng
- Xã Yên Nhân

### Huyện Tĩnh Gia
- Thị trấn Tĩnh Gia
- Xã Anh Sơn
- Xã Bình Minh
- Xã Các Sơn
- Xã Định Hải
- Xã Hải An
- Xã Hải Bình
- Xã Hải Châu
- Xã Hải Hà
- Xã Hải Hòa
- Xã Hải Lĩnh
- Xã Hải Nhân
- Xã Hải Ninh
- Xã Hải Thanh
- Xã Hải Thượng
- Xã Hải Yến
- Xã Hùng Sơn
- Xã Mai Lâm
- Xã Nghi Sơn
- Xã Ngọc Lĩnh
- Xã Nguyên Bình
- Xã Ninh Hải
- Xã Phú Lâm
- Xã Phú Sơn (Tĩnh Gia, Thanh Hóa)
- Xã Tân Dân
- Xã Tân Trường
- Xã Thanh Sơn
- Xã Thanh Thủy
- Xã Tĩnh Hải
- Xã Triệu Dương
- Xã Trúc Lâm
- Xã Trường Lâm
- Xã Tùng Lâm
- Xã Xuân Lâm

### HuyệnTriệu Sơn
- Thị trấn Triệu Sơn
- Xã An Nông
- Xã Bình Sơn
- Xã Dân Lực
- Xã Dân Lý
- Xã Dân Quyền
- Xã Đồng Lợi
- Xã Đồng Thắng
- Xã Đồng Tiến
- Xã Hợp Lý
- Xã Hợp Thắng
- Xã Hợp Thành
- Xã Hợp Tiến
- Xã Khuyến Nông
- Xã Minh Châu
- Xã Minh Dân
- Xã Minh Sơn
- Xã Nông Trường
- Xã Tân Ninh
- Xã Thái Hòa
- Xã Thọ Bình
- Xã Thọ Cường
- Xã Thọ Dân
- Xã Thọ Ngọc
- Xã Thọ Phú
- Xã Thọ Sơn
- Xã Thọ Tân
- Xã Thọ Thế
- Xã Thọ Tiến
- Xã Thọ Vực
- Xã Tiến Nông
- Xã Triệu Thành
- Xã Văn Sơn
- Xã Xuân Lộc
- Xã Xuân Thịnh
- Xã Xuân Thọ

### HuyệnVĩnh Lộc
- Thị trấn Vĩnh Lộc
- Xã Vĩnh An
- Xã Vĩnh Hòa
- Xã Vĩnh Hưng
- Xã Vĩnh Hùng
- Xã Vĩnh Khang
- Xã Vĩnh Long
- Xã Vĩnh Minh
- Xã Vĩnh Ninh
- Xã Vĩnh Phúc
- Xã Vĩnh Quang
- Xã Vĩnh Tân
- Xã Vĩnh Thành
- Xã Vĩnh Thịnh
- Xã Vĩnh Tiến
- Xã Vĩnh Yên

### Huyện Yên Định
- Thị trấn Quán Lào
- Thị trấn Thống Nhất
- Xã Định Bình
- Xã Định Công
- Xã Định Hải
- Xã Định Hòa
- Xã Định Hưng
- Xã Định Liên
- Xã Định Long
- Xã Định Tân
- Xã Định Tăng
- Xã Định Thành
- Xã Định Tiến
- Xã Định Tường
- Xã Quý Lộc
- Xã Yên Bái
- Xã Yên Giang
- Xã Yên Hùng
- Xã Yên Lạc
- Xã Yên Lâm
- Xã Yên Ninh
- Xã Yên Phong
- Xã Yên Phú
- Xã Yên Tâm
- Xã Yên Thái
- Xã Yên Thịnh
- Xã Yên Thọ
- Xã Yên Trung
- Xã Yên Trường